# Danilo Di Luca
Danilo di Luca (Spoltore, 2 de enero de 1976) es un exciclista italiano. Debutó como ciclista profesional en la temporada 1999 con el equipo italiano del Cantina Tollo. En 2013, tras un control antidopaje positivo fue suspendido de por vida, ya que era reincidente.

## Biografía

### Inicios y primeros éxitos
Debutó como profesional en 1999, en las filas del Cantina Tollo. En su primera temporada logró estrenar su palmarés.
En 2000 logró la primera gran victoria de su carrera, al imponerse en una etapa del Giro de Italia.
En 2001 ganó el Giro de Lombardía, una prestigiosa clásica considerada como uno de los cinco monumentos del ciclismo.

### Progresión y freno en el Saeco
En 2002 ganó dos etapas de la Tirreno-Adriático, la principal vuelta de una semana celebrada en Italia durante la primavera. En la parte final de la temporada ganó una etapa de la Vuelta a España, al imponerse en la segunda jornada con meta en Alcoy.
En 2003 ganó una etapa de la Tirreno-Adriático, así como diversos triunfos en carreras menores del calendario italiano.
En 2004 logró tres victorias, aunque todas ellas en pruebas menores.

### Grandes éxitos en el Liquigas
Di Luca fichó para 2005 por el Liquigas, un equipo ciclista italiano con licencia para participar en la nueva división de élite del ciclismo, el UCI ProTour. En el equipo verde lograría Di Luca sus mayores éxitos.

#### 2005: ganador del ProTour

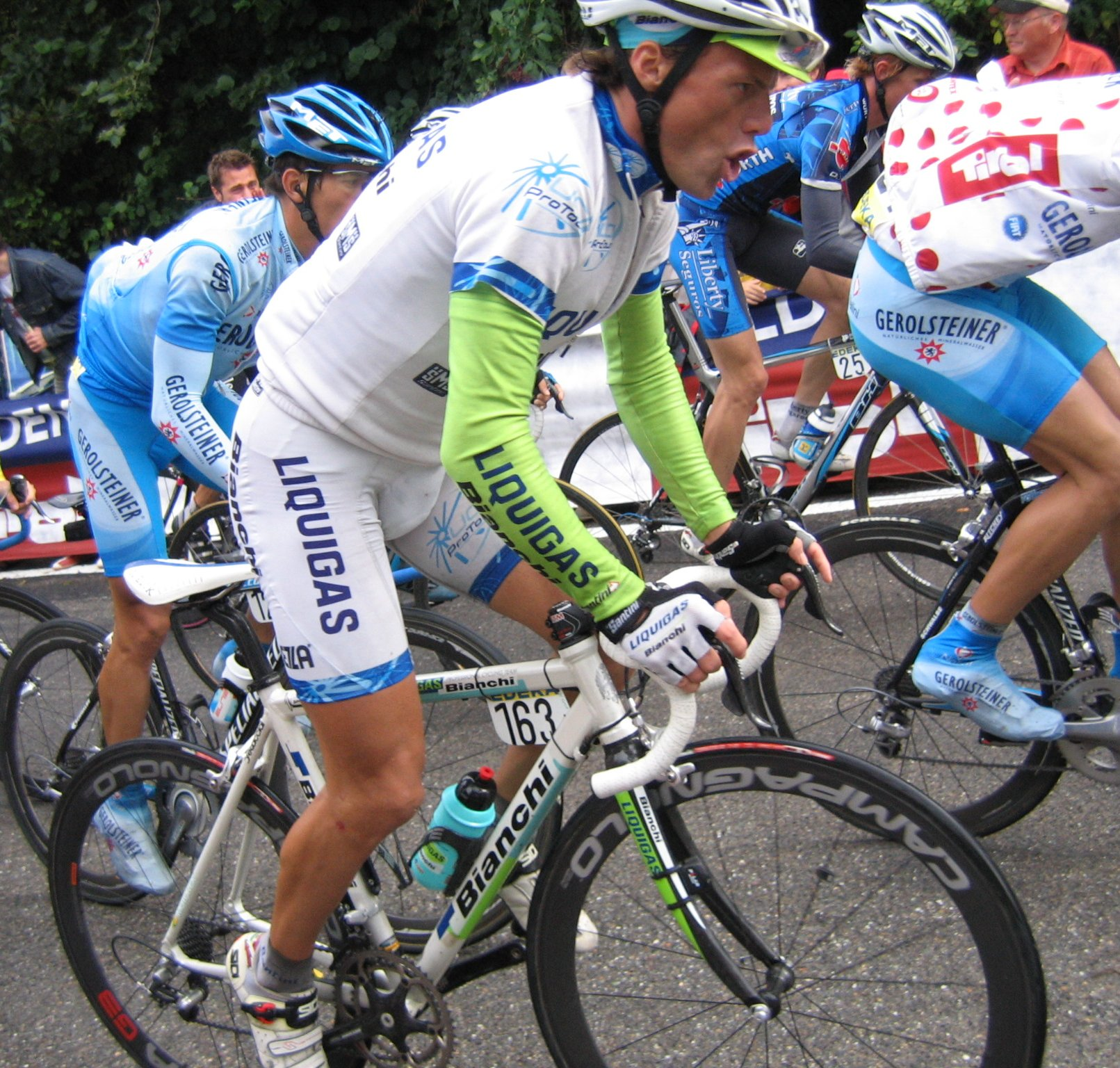
Di Luca, en la Vuelta a Alemania de 2005 con el maillot blanco de líder del ProTour.

Di Luca realizó un mes de abril increíble (mes propicio para clasicómanos) al ganar la Vuelta al País Vasco y dos clásicas de las Ardenas, Amstel Gold Race y Flecha Valona, estas dos últimas en apenas tres días. Con esas prestigiosas victorias se situó líder de la clasificación individual del UCI ProTour.
Poco después, en mayo, sorprendió a todo el mundo en el Giro de Italia, quédando cuarto en la general y logrando dos victorias de etapa, tras haber llegado a lucir la maglia rosa de líder de la general durante la primera semana. Destacando en la penúltima etapa, en un intento de desbancar al líder de la carrera Paolo Savoldelli. Pese a sus varios intentos el podio no fue posible, pero la imagen de un Di Luca combativo y ambicioso quedó grabada.

#### 2006: año de transición
Tras su rendimiento del año anterior, para 2006 decidió centrar su preparación en el asalto al Giro de Italia, en el que aspiraba a ganar la maglia rosa. Sin embargo, el resultado fue decepcionante para el transalpino, realizando una discreta actuación al sufrir mucho en las etapas de alta montaña, no logrando así culminar su gran objetivo.
El ciclista puso entonces sus miras en el Campeonato Mundial, que se celebraba al final de la temporada en Stuttgart (Alemania). Así, decidió no disputar el Tour de Francia. Posteriormente acudió a la Vuelta a España para afinar su puesta a punto, logrando una victoria de etapa en la exigente etapa con final en el alto de La Covatilla y vistiendo el maillot oro de líder de la general durante algunos días, abandonando después para concentrarse ya en el inminente Mundial. En dicha prueba terminó 34.º, tras haber ayudado a su compatriota Paolo Bettini a conseguir el maillot arco iris.

#### 2007: ganador del Giro de Italia

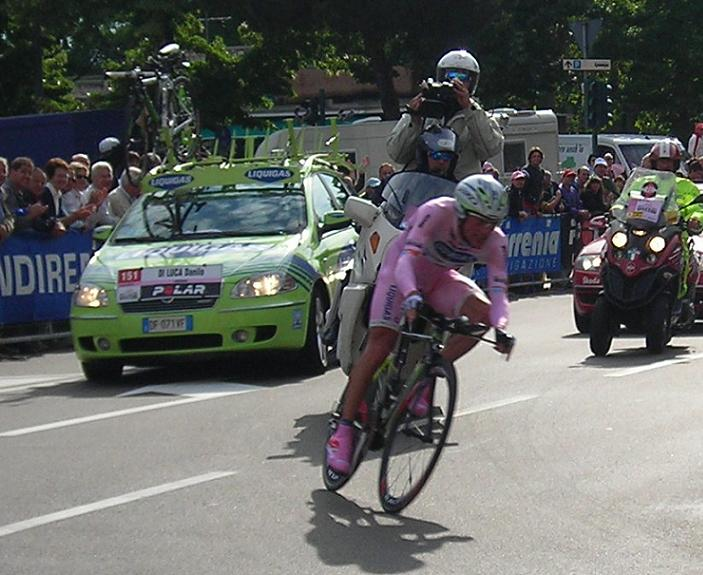
Danilo di Luca durante el Giro de Italia 2007, del que se proclamó vencedor de la clasificación general

El año 2007 se presentaba muy positivo para el italiano; sus buenos resultados en las Ardenas (3.º en Amstel y Flecha y la victoria en la Liega) muestran que había vuelto a conseguir el estado de forma de 2005. Pero los ojos del corredor estaban puestos en la ronda italiana, dónde espera conseguir ese ansiado podio en Milán, dado que el recorrido le favorecía bastante, con bastantes etapas llenas de rampas y con una cronoescalada, estilo que es de su agrado.
Con su victoria en la edición del Giro de Italia 2007, pasa a formar parte de la élite del ciclismo. Sucede en el triunfo a su compatriota Iván Basso (suspendido por estar implicado en la Operación Puerto), y continúa la hegemonía de los italianos en su "grande", siendo Pavel Tonkov el último extranjero en ganar la carrera el año 1996, que se rompió en la edición del 2008, con la victoria del español Alberto Contador.

### Dopaje y declive

#### Oil for Drugs y suspensión
A finales de 2007 fue condenado tres meses de suspensión por su implicación en el caso Oil for Drugs, una investigación antidopaje. Como consecuencia, fue expulsado del equipo Liquigas, quedando así fuera del UCI ProTour.

#### 2008: fuera del ProTour y pobres resultados
Sin ofertas de los equipos UCI ProTour tras su sanción por dopaje, fichó por el LPR de categoría Profesional Continental. En el equipo coincidiría con el veterano Paolo Savoldelli (dos veces ganador del Giro de Italia), que disputaba su última temporada como profesional.
Al no tener su equipo licencia ProTour, dependía de las invitaciones de los organizadores a su formación, por lo que quedó fuera de muchas de las principales carreras de la temporada, como las clásicas de abril (Amstel Gold Race, Flecha Valona y Lieja-Bastoña-Lieja, en las que solía tener un papel destacado), el Tour de Francia y la Vuelta a España.
El equipo sí fue invitado por la organización del Giro de Italia, aunque finalmente no tuvo una actuación destacada, quedando lejos de los favoritos (octavo en la general, a 7' 15" del ganador Alberto Contador), por lo que no pudo revalidar su maglia rosa del año anterior. Pese a ello obtuvo varios segundos puestos y al finalizar la etapa 19.º estaba situado tercero en la general a tan solo 21 segundos del líder.
Di Luca no fue elegido por el seleccionador italiano de ciclismo para formar parte de la escuadra azzurra durante el Campeonato Mundial de ciclismo en ruta disputado precisamente en Varese (Italia), y en el que se impuso su compatriota Alessandro Ballan.
Sus únicas victorias durante esa temporada fueron la Settimana Lombarda (más una etapa) y el Giro d'Emilia.

#### 2009: resurgimiento y positivo por CERA
En 2009 inició la temporada ganando una etapa en el Giro del Trentino.
Su participación en el Giro de Italia fue destacada ya que estuvo luchando hasta el final por la clasificación general, quedando al final en el segundo puesto por detrás de Denis Menchov. Ganó dos etapas y se adjudicó la maglia ciclamino (puntos), tras haber lucido durante siete etapas la maglia rosa. Sin embargo, el 22 de julio la UCI anunció que el ciclista había dado positivo por CERA en dos controles antidopaje durante la disputa de la ronda italiana (en concreto, el 20 y el 28 de mayo). El ciclista anunció que pediría el contraanálisis y restó credibilidad al positivo, diciendo que él no era tan estúpido como para tomar una sustancia que le habían dicho que podía dar positivo incluso un mes después de tomarla.
El 8 de agosto se anunció que el contraanálisis había dado positivo, confirmando así este caso de dopaje. Tres días más tarde, el 11 de agosto, su hasta entonces equipo LPR le despidió como consecuencia de dicha confirmación, considerándole asimismo despedido con carácter retroactivo desde el 23 de julio (un día después de anunciarse el positivo).
El 17 de diciembre la Fiscalía Antidopaje del CONI solicitó al Tribunal Nacional Antidopaje (TNA) de dicho organismo una sanción de tres años de suspensión para el corredor, así como la invalidación de sus triunfos y puestos de honor en el Giro de ese año y una sanción económica. La decisión de pedir un castigo de tres años en lugar de los dos mínimos se debía a que Di Luca era reincidente en un caso de dopaje.

#### 2010: sanción y colaboración
El 1 de febrero el CONI le suspende por 2 años por dopaje. Los dos años de inhabilitación finalizarían el 21 de julio de 2011. El CONI señaló que, aunque la pena mínima es de 2 años, el ciclista se enfrentaba a 3 años de inhabilitación por reincidencia. La UCI, por su parte, le sancionó con 283.000 euros, que se sumaban a la sanción deportiva, y le anuló todos sus resultados durante dicho Giro con lo que las etapas ganadas y demás resultados antes de su positivo también le fueron quitadas.
El 15 de octubre el TNA del CONI, teniendo en cuenta las opiniones de la fiscalía antidopaje del CONI, la UCI y la AMA, decidió dar por concluida la sanción al corredor (eximiéndole de cumplir los nueve meses y siete días de suspensión restantes, así como los 106.400 euros equivalentes de la multa) al valorar su colaboración con las autoridades antidopaje. El corredor mostró su satisfacción por la posibilidad de regresar a la competición y manifestó su deseo de fichar por un equipo para disputar un calendario de clásicas, Giro de Italia y Mundial. Di Luca precisó asimismo que si bien había hablado a las autoridades sobre los métodos de dopaje, lo había hecho "por el ciclismo" y sin dar nombres de otros ciclistas.

#### 2011: de vuelta a la competición en el Team Katusha
Para 2011 fichó por el Katusha liderado por Joaquim Rodríguez, después de aceptar la condición impuesta por el director Andrei Tchmil según la cual correría gratis. Di Luca se presentó como "un hombre nuevo" convencido de poder ganar "sin hacer trampa"; el Killer contrapuso esa idea con el pasado, cuando "todo el mundo se dopaba" y le hubiese sido "imposible" ganar sin trampas. El director del Giro de Italia, Angelo Zomegnan, se mostró contrario a admitirle en la ronda italiana, uno de sus objetivos de la temporada junto a la Vuelta al País Vasco y las clásicas de las Ardenas.

#### 2013: Nuevo positivo por EPO
El 29 de abril de 2013 Danilo dio positivo por EPO en un control sorpresa antes del Giro de Italia. El resultado del control se dio a conocer mientras Di Luca disputaba el Giro de Italia. Fue suspendido provisionalmente y despedido por su equipo el Vini Fantini el cual le demandará, según las normas internas del equipo, por daños y perjuicios. El 5 de diciembre de 2013 salió la sentencia del CONI, en la cual suspendían a Danilo de por vida en la práctica del ciclismo por este positivo y por ser reincidente.

## Palmarés
| 1999 - 1 etapa del Giro de los Abruzzos 2000 - G. P. Industria y Artigianato-Larciano - 1 etapa de la Vuelta al País Vasco - 2 etapas del Giro de los Abruzzos - 1 etapa del Giro de Italia - Trofeo Pantalica 2001 - 1 etapa de la Semana Catalana - Giro de los Abruzzos, más 1 etapa - 1 etapa del Giro de Italia - Trofeo de los Escaladores - Giro de Lombardía 2002 - Trofeo Laigueglia - 1 etapa de la Vuelta a la Comunidad Valenciana - 2 etapas de la Tirreno-Adriático - G. P. Fred Mengoni - Giro del Veneto - 1 etapa de la Vuelta a España 2003 - Giro de la Liguria, más 1 etapa - 1 etapa de la Tirreno-Adriático - Tres Valles Varesinos - Coppa Placci 2004 - 1 etapa de la Vuelta a Murcia - Trofeo Matteotti - Brixia Tour | 2005 - Vuelta al País Vasco, más 1 etapa - Amstel Gold Race - Flecha Valona - 2 etapas del Giro de Italia - UCI ProTour 2006 - 1 etapa de la Vuelta a España - 3.º en el Campeonato de Italia en Ruta 2007 - Milán-Turín - 1 etapa de la Settimana Coppi e Bartali - Lieja-Bastogne-Lieja - Giro de Italia , clasificación por puntos más 2 etapas 2008 - Settimana Lombarda, más 1 etapa - Giro d'Emilia 2009 - 1 etapa del Giro del Trentino 2012 - 2.º en el Campeonato de Italia en Ruta - 1 etapa de la Vuelta a Austria - Coppa Città di Stresa |

## Resultados

### Grandes Vueltas y Campeonatos del Mundo
| Carrera | Carrera         | 1999 | 2000 | 2001 | 2002 | 2003 | 2004 | 2005 | 2006 | 2007 | 2008 | 2009 | 2010 | 2011 | 2012 | 2013 |
| ------- | --------------- | ---- | ---- | ---- | ---- | ---- | ---- | ---- | ---- | ---- | ---- | ---- | ---- | ---- | ---- | ---- |
|         | Giro de Italia  | Ab.  | Ab.  | 24.º | —    | —    | —    | 4.º  | 23.º | 1.º  | 8.º  | 2.º  | —    | 69.º | —    | Ab.  |
|         | Tour de Francia | —    | —    | —    | —    | Ab.  | —    | —    | Ab.  | —    | —    | —    | —    | —    | —    | —    |
|         | Vuelta a España | —    | Ab.  | Ab.  | 20.º | —    | Ab.  | —    | Ab.  | —    | —    | —    | —    | —    | —    | —    |

### Clásicas, Campeonatos y JJ. OO.
| Carrera               | Carrera               | 1999  | 2000 | 2001          | 2002          | 2003          | 2004 | 2005          | 2006          | 2007          | 2008 | 2009          | 2010          | 2011          | 2012 | 2013 |
| --------------------- | --------------------- | ----- | ---- | ------------- | ------------- | ------------- | ---- | ------------- | ------------- | ------------- | ---- | ------------- | ------------- | ------------- | ---- | ---- |
|                       | Milan San Remo        | 96.º  | —    | 119.º         | Ab.           | 80.º          | 54.º | 27.º          | —             | —             | 58.º | 41.º          | —             | —             | 63.º | —    |
|                       | Tour de Flandes       | —     | —    | Ab.           | —             | —             | —    | —             | —             | —             | —    | —             | —             | —             | —    | —    |
| Amstel Gold Race      | Amstel Gold Race      | Ab.   | —    | —             | Ab.           | 3.º           | 4.º  | 1.º           | —             | 3.º           | —    | —             | —             | 48.º          | —    | —    |
| Flecha Valona         | Flecha Valona         | —     | —    | —             | 109.º         | 11.º          | 2.º  | 1.º           | 6.º           | 3.º           | —    | —             | —             | 79.º          | —    | —    |
|                       | Lieja-Bastoña-Lieja   | —     | —    | —             | 34.º          | 8.º           | Ab.  | 26.º          | 9.º           | 1.º           | —    | —             | —             | 41.º          | —    | —    |
| EuroEyes Classics     | EuroEyes Classics     | —     | —    | —             | 9.º           | 73.º          | 23.º | 51.º          | —             | Ab.           | —    | —             | —             | —             | —    | —    |
| Clásica San Sebastián | Clásica San Sebastián | 133.º | —    | —             | 6.º           | 3.º           | 58.º | 93.º          | 40.º          | 80.º          | —    | —             | —             | —             | —    | —    |
| Bretagne Classic      | Bretagne Classic      | —     | —    | —             | —             | —             | —    | 12.º          | —             | 3.º           | —    | —             | —             | 133.º         | —    | —    |
| París-Tours           | París-Tours           | —     | —    | —             | —             | 22.º          | —    | Ab.           | —             | —             | —    | —             | —             | —             | —    | —    |
|                       | Giro de Lombardía     | 2.º   | Ab.  | 1.º           | 45.º          | 41.º          | —    | Ab.           | 9.º           | —             | —    | —             | —             | —             | 20.º | —    |
| JJ. OO. (Ruta)        | JJ. OO. (Ruta)        |       | 11.º | No se disputó | No se disputó | No se disputó | —    | No se disputó | No se disputó | No se disputó | —    | No se disputó | No se disputó | No se disputó | —    |      |
| Mundial en Ruta       | Mundial en Ruta       | —     | Ab.  | 89.º          | 40.º          | 66.º          | —    | —             | 34.º          | —             | —    | —             | —             | —             | —    | —    |
| Italia en Ruta        | Italia en Ruta        | —     | —    | —             | —             | —             | 5.º  | —             | 3.º           | —             | —    | —             | —             | —             | 2.º  | —    |

-: no participa

Ab.: abandono

## Equipos
- Cantina Tollo (1999-2001)
- Saeco (2002-2004)
- Liquigas (2005-2007)
  - Liquigas-Bianchi (2005)
  - Liquigas (2006-2007)
- LPR Brakes (2008-2009)
  - LPR Brakes-Ballan (2008)
  - LPR Brakes-Farnese Vini (2009)
- Team Katusha (2011)
- Acqua & Sapone (2012)
- Vini Fantini-Selle Italia (2013)[20]

## Reconocimientos
- 3.º en la Bicicleta de Oro (2005)